# Lewis Dunk
Lewis Carl Dunk (sinh ngày 21 tháng 11 năm 1991) là một cầu thủ bóng đá chuyên nghiệp người Anh thi đấu ở vị trí trung vệ cho câu lạc bộ Giải bóng đá Ngoại hạng Anh Brighton & Hove Albion và đội tuyển quốc gia Anh.
Dunk bắt đầu sự nghiệp trẻ của mình tại Wimbledon trước khi gia nhập học viện của Brighton & Hove Albion vào năm 2003. Anh ấy đã có trận ra mắt đội một cho Brighton vào năm 2010, và là một phần của đội đã giành chức vô địch League One tại mùa 2010–11. Trong mùa giải 2016–17, Dunk đã đạt được thăng hạng đến Premier League cùng Brighton và có tên trong Đội vô địch PFA của năm.
Dunk trở thành đội trưởng của Brighton từ mùa 2019–20. Anh ấy đã dẫn dắt câu lạc bộ đến vòng loại châu Âu đầu tiên của họ tại mùa giải 2022–23, khi họ giành được một suất tham dự UEFA Europa League 2023-24.
Dunk chưa được ra sân ở cấp độ đội trẻ quốc tế, mặc dù đã được gọi vào đội tuyển U-21 Anh vào năm 2011. Anh đã có trận ra mắt đội tuyển Anh vào năm 2018.